# Sphenorhina conspicua
Sphenorhina conspicua är en insektsart som beskrevs av William Lucas Distant 1879. Sphenorhina conspicua ingår i släktet Sphenorhina och familjen spottstritar. Inga underarter finns listade i Catalogue of Life.